# Markus Halsti
Markus Olof Halsti (Helsinki, Finlandia, 19 de marzo de 1984) es un futbolista finlandés. Juega de defensa en el SexyPöxyt de la III divisioona de Finlandia.

## Selección nacional
Ha sido internacional con la selección de fútbol de Finlandia en 35 ocasiones y no ha anotado goles. 

## Clubes
| Club              | País           | Año           |
| ----------------- | -------------- | ------------- |
| HJK Helsinki      | Finlandia      | 2003-2007     |
| GAIS Göteborg     | Suecia         | 2008          |
| Malmö FF          | Suecia         | 2008-2014     |
| D. C. United      | Estados Unidos | 2015-2016     |
| F. C. Midtjylland | Dinamarca      | 2016-2018     |
| Esbjerg fB        | Dinamarca      | 2018-2020     |
| HJK Helsinki      | Finlandia      | 2020-2022     |
| SexyPöxyt         | Finlandia      | 2022-presente |

## Palmarés

### Títulos nacionales
| Título                 | Club              | País      | Año  |
| ---------------------- | ----------------- | --------- | ---- |
| Veikkausliiga          | HJK Helsinki      | Finlandia | 2003 |
| Copa de Finlandia      | HJK Helsinki      | Finlandia | 2003 |
| Copa de Finlandia      | HJK Helsinki      | Finlandia | 2006 |
| Allsvenskan            | Malmö FF          | Suecia    | 2010 |
| Allsvenskan            | Malmö FF          | Suecia    | 2013 |
| Supercopa de Suecia    | Malmö FF          | Suecia    | 2013 |
| Allsvenskan            | Malmö FF          | Suecia    | 2014 |
| Supercopa de Suecia    | Malmö FF          | Suecia    | 2014 |
| Superliga de Dinamarca | F. C. Midtjylland | Dinamarca | 2018 |
| Copa de Finlandia      | HJK Helsinki      | Finlandia | 2020 |
| Veikkausliiga          | HJK Helsinki      | Finlandia | 2020 |
| Veikkausliiga          | HJK Helsinki      | Finlandia | 2021 |